# Courtagnon

Courtagnon este o comună în departamentul Marne, Franța. În 2009 avea o populație de 61 de locuitori.